# Alexandre Dupendant
Alexandre Dupendant (Paris, 19 de fevereiro de 1833 - Paris, 8 de agosto de 1884) foi um desenhista e litógrafo francês.

## Biografia
Sua abordagem é, por vezes, relacionada à das caricaturas de Daumier.
Dupendant esteve ativo durante a Comuna de Paris.

## Obras expostas em museus
- 4 desenhos no museu Hyacinthe-Rigaud de Perpignan.[5]

## Publicação
- Portraits et actualités 1870-71'  (com Félix Nadar, Hector Moloch  et alt. ), Paris, 1870-1871 (incluindo 9 ilustrações de Dupendant) OCLC 234151431.

## Conservação
- [Coleção. Trabalho de A. Dupendant] (desenhos e litografias), Paris Bibliothèque nationale de France[6]
- [Série de 9 placas] (ou  Defensores da Comuna , 11 litografias), Los Angeles, Getty Research Institute[7]